# Emberiza elegans
Emberiza elegans là một loài chim trong họ Emberizidae.

## Hình ảnh

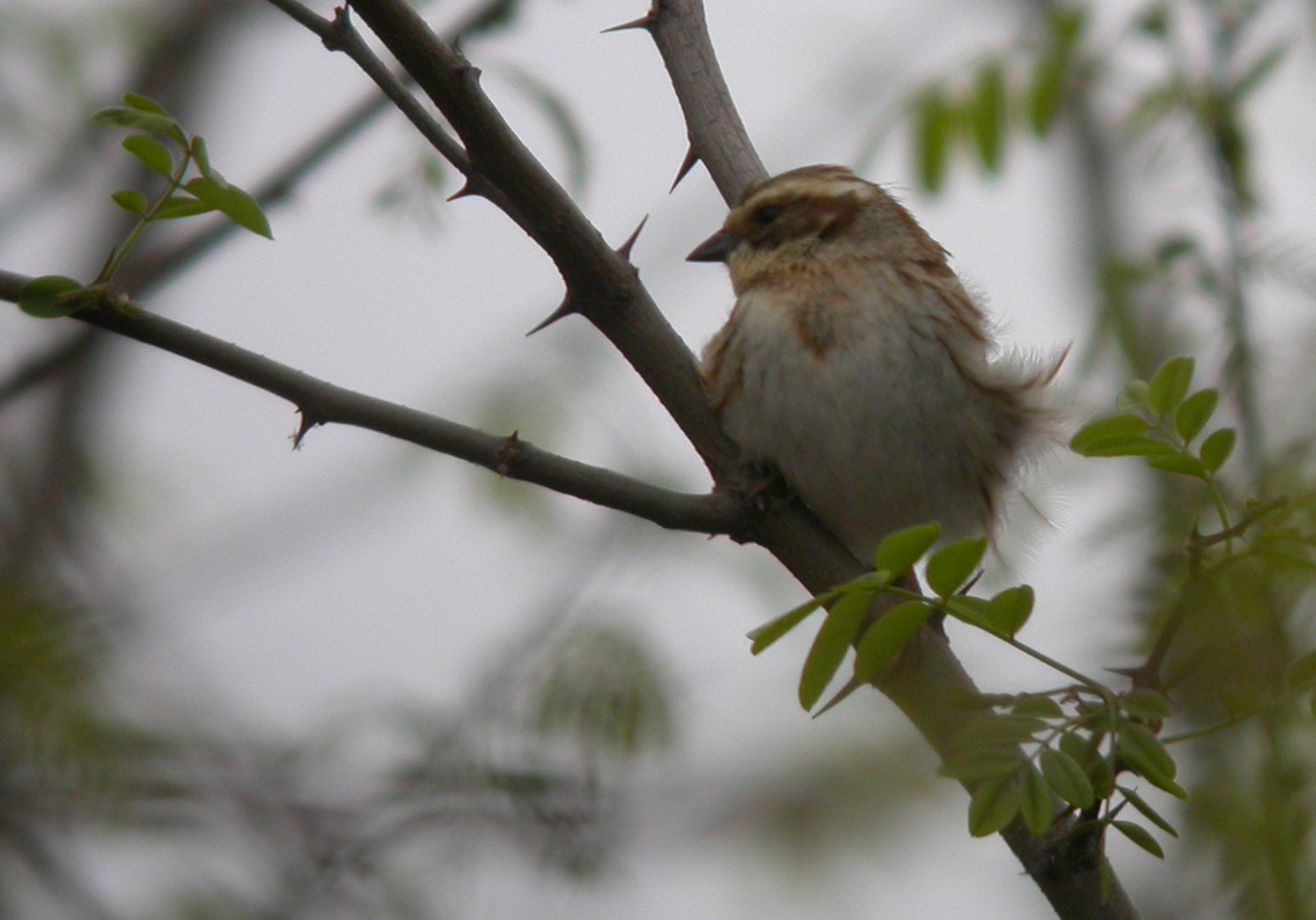
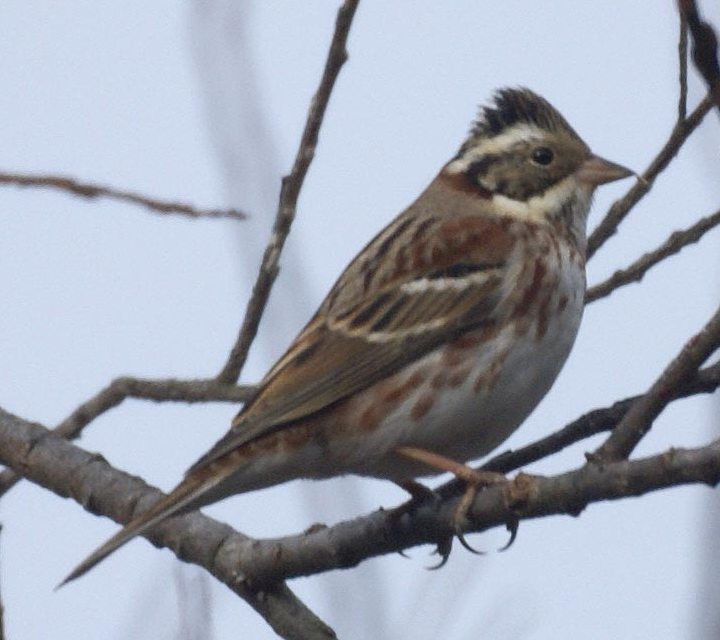
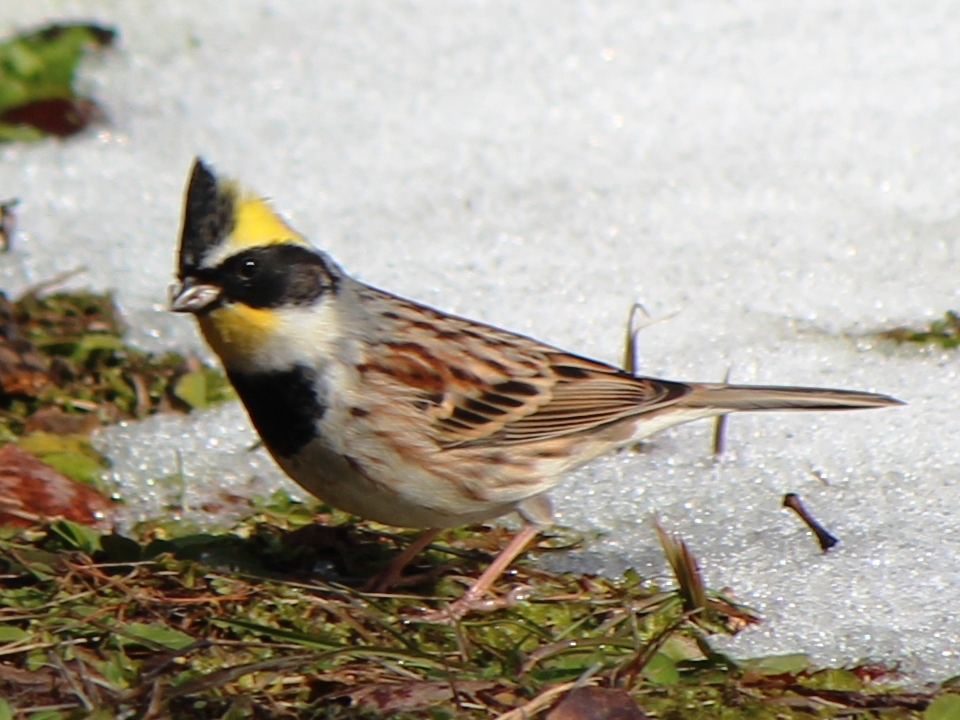